# Ирак на Светском првенству у атлетици у дворани 2016.
Ирак је учествовао на 16. Светском првенству у атлетици у дворани 2016. одржаном у Портланду од 17. до 20. марта трећи пут. Репрезентацију Ирака представљао је један атлетичар, који се такмичио у трци на 60 метара препоне.,
На овом првенству такмичар Ирака није стартовао у својој дисциплини.

## Учесници
Мушкарци:
- Амир Шакер — 60 м препоне

## Резултати

### Мушкарци
| Атлетичар  | Дисциплина   | Лични рекорд | Квалификација  | Квалификација  | Полуфинале           | Полуфинале           | Финале               | Финале               | Детаљи |
| Атлетичар  | Дисциплина   | Лични рекорд | Резултат       | Место          | Резултат             | Место                | Резултат             | Место                | Детаљи |
| ---------- | ------------ | ------------ | -------------- | -------------- | -------------------- | -------------------- | -------------------- | -------------------- | ------ |
| Амир Шакер | 60 м препоне | 7,77 НР      | Није стартовао | Није стартовао | Није се квалификовао | Није се квалификовао | Није се квалификовао | Није се квалификовао |        |